# Comte Vrana
Comte Vrana (en albanais : Vrana Konti, fl.  1450-1458†), est un noble napolitain, qui reçut le titre de conte (comte) par le roi Alphonse le Magnanime, et devint plus tard l'un des plus proches alliés de Georges Kastrioti "Skanderbeg" en Albanie. Il était le conseiller de Skanderbeg et l'un de ses meilleurs généraux.

## Biographie
Vrana a participé à toutes les grandes batailles de Skanderbeg jusqu'en 1458. Il est surtout connu pour sa résistance en tant que commandant de la garnison albanaise lors du premier siège de Krujë. Le sultan Murad II lui a offert beaucoup d'argent et un poste de haut rang dans l'administration ottomane sous réserve de sa reddition, mais il a refusé.